# منتظر عبد الأمير
منتظر عبد الأمير هادي (مواليد 6 أكتوبر 2001) هو لاعب كرة قدم عراقي محترف يلعب كجناح في نادي الزوراء في دوري نجوم العراق ومنتخب العراق تحت 23 سنة.

## المسيرة الكروية

### الكرخ
ولد منتظر في كربلاء ونشأ في فرق الشباب بنادي القوة الجوية العراقي، وانضم إلى الفريق الأول في عام 2019 قبل أن يخرج على سبيل الإعارة إلى نادي الكرخ، حيث حصل على أول تجربة له مع كرة القدم على مستوى الكبار في الدوري العراقي الممتاز. بعد موسم ناجح أثبت فيه نفسه في نادي بغداد ومنتخب العراق تحت 20 عامًا، مدد إعارته لموسم ثانٍ، وشكر النادي على منحه فرصته الأولى في كرة القدم وأشاد بسمعتهم في تطوير اللاعبين الشباب إلى الأفضل في العراق.

### القوة الجوية
عاد إلى ناديه الأصلي في صيف عام 2021 وشارك بانتظام في الفريق خلال الموسم التالي، بما في ذلك دوري أبطال آسيا 2022 حيث وُصف بأنه "بطاقة الفوز" للجويّة. مدد الجويه عقده في صيف 2022، ليبقى مع النادي للموسم التالي. وأصبح منتظر لاعباً أساسياً في الفريق وساعد فريقه على الفوز بكأس العراق بفوزه على أربيل في المباراة النهائية. في سبتمبر 2023، لم يتدرب منتظر مع زملائه في الفريق لعدة جلسات بينما كان الجوية يستعد لمباراة دوري أبطال أوروبا ضد نادي إف سي إيه جي إم كي الأوزبكي، بسبب خلاف مع المدير أيوب أوديشو وكان يسعى للانتقال إلى الزوراء.

### زاخو والزوراء
أعلن نادي زاخو، الذي كان يعيد بناء فريقه بالعديد من اللاعبين البرازيليين بالإضافة إلى قدامى لاعبي المنتخب الوطني أحمد إبراهيم وأمجد عطوان ونجم منتخب العراق تحت 23 سنة أحمد سرتيب، أنه أكمل التعاقد مع منتظر من نادي القوة الجوية حيث يتطلعون إلى اقتحام المراكز الأربعة الأولى في دوري نجوم العراق. وبعد نصف موسم فقط قضاه مع النادي الكردي، أبدى نادي الزوراء اهتمامه الشديد بالمهاجم الشاب ودفع نحو التوقيع معه في اليوم الأخير من فترة الانتقالات الشتوية لعام 2024.

## المسيرة الدولية
استُدعي منتظر إلى منتخب العراق تحت 19 عامًا في أغسطس 2018 لتمثيل بلاده في كأس آسيا تحت 19 عامًا 2018 في إندونيسيا. وفي العام التالي، في أغسطس 2019، ساعد بلاده على الفوز ببطولة غرب آسيا تحت 18 سنة الأولى على الإطلاق، والتي أقيمت في فلسطين، مع منتخب العراق تحت 18 سنة. في فبراير 2020، كان منتظر جزءًا من تشكيلة العراق تحت 20 عامًا التي وصلت إلى ربع نهائي كأس العرب تحت 20 عامًا 2020.
في أكتوبر 2021، استُدعي منتظر إلى منتخب العراق تحت 23 عامًا للمشاركة في بطولة غرب آسيا تحت 23 عامًا 2021 في المملكة العربية السعودية حيث وصل إلى الدور نصف النهائي. وظل ضمن تشكيلة المنتخب في تصفيات كأس آسيا تحت 23 عامًا 2022 في وقت لاحق من ذلك الشهر، حيث ساعد بلاده على التأهل. وصل العراق إلى ربع نهائي كأس آسيا قبل أن يخرج على يد أوزبكستان المضيفة. في مارس 2023، استُدعي منتظر إلى المنتخب الوطني تحت 23 عامًا للمشاركة في كأس الدوحة الدولية تحت 23 عامًا. في يونيو 2023، استُدعي مرة أخرى لبطولة اتحاد غرب آسيا تحت 23 سنة 2023، والتي فازوا بها. استُدعي منتظر إلى منتخب العراق تحت 23 عامًا في ديسمبر 2023 لمعسكر تدريبي استعدادًا لكأس آسيا تحت 23 عامًا 2024. وكان من المقرر أن يكون جزءًا من التشكيلة النهائية التي ستذهب إلى قطر للمشاركة في كأس آسيا في أبريل حيث ساعد العراق على احتلال المركز الثالث والتأهل إلى الألعاب الأولمبية في باريس. في يونيو 2024، استُدعي منتظر إلى تشكيلة العراق المتجهة إلى الألعاب الأولمبية في باريس.

## الأوسمة
القوة الجوية
- كأس العراق لكرة القدم : 2022–23

العراق تحت 18 سنة
- بطولة غرب آسيا تحت 18 سنة : 2019

العراق تحت 23 سنة
- بطولة غرب آسيا تحت 23 سنة : 2023
- كأس آسيا تحت 23 سنة - الميدالية البرونزية: 2024